# Troglohyphantes gestroi
Troglohyphantes gestroi este o specie de păianjeni din genul Troglohyphantes, familia Linyphiidae, descrisă de Fage, 1933.
Este endemică în Italia. Conform Catalogue of Life specia Troglohyphantes gestroi nu are subspecii cunoscute.